# Tapetosa
Tapetosa is een geslacht van spinnen uit de familie wolfspinnen (Lycosidae).

## Soorten
De volgende soorten zijn bij het geslacht ingedeeld:
- Tapetosa darwini Framenau et al., 2009